# Antropologia della religione

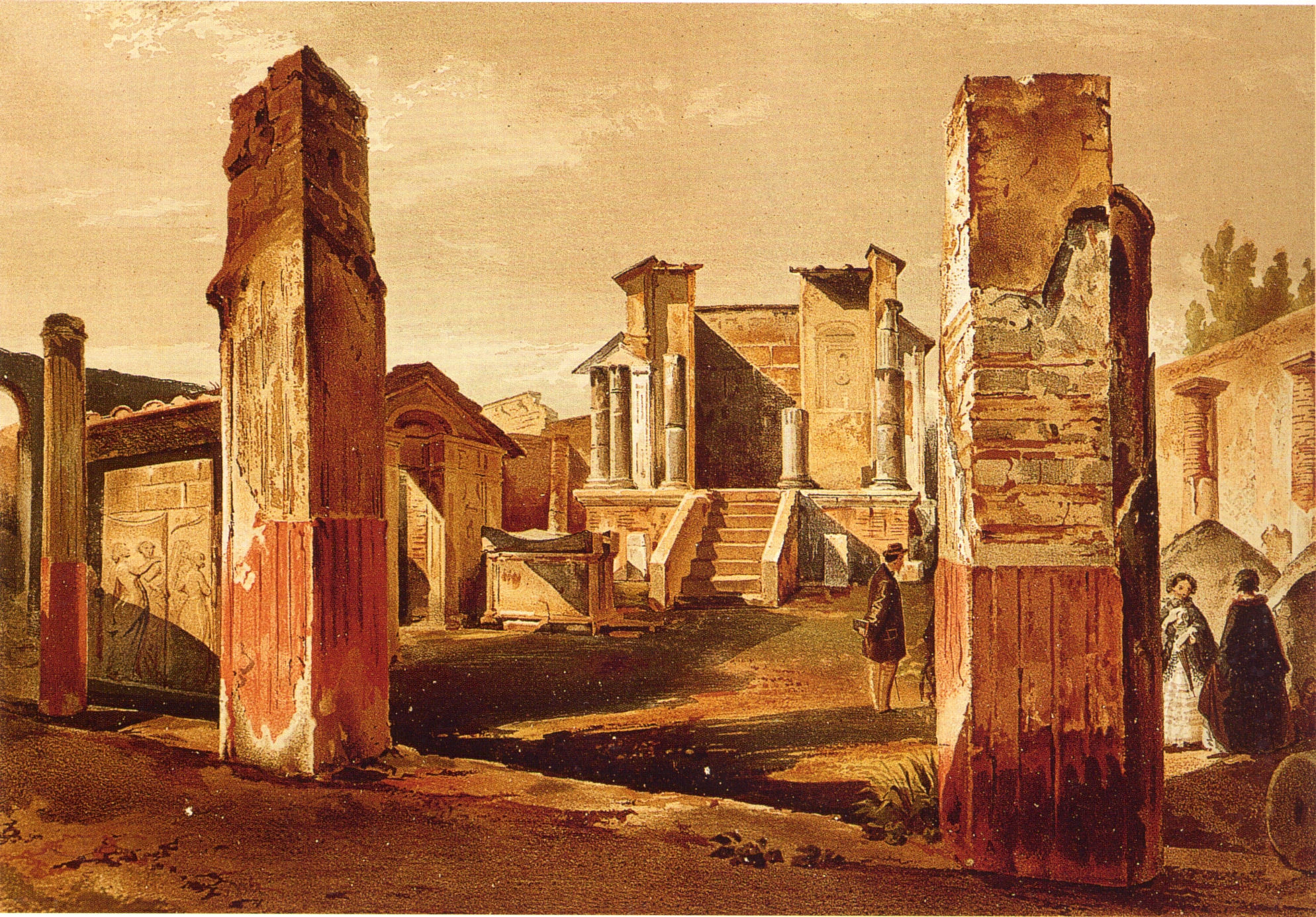
Tempio di Iside a Pompei.

L'antropologia delle religioni, antropologia religiosa o antropologia del sacro è quella branca dell'antropologia che si occupa dello studio comparato dell'origine, sviluppo ed evoluzione dei sistemi e dei fenomeni religiosi nei loro rispettivi contesti culturali, sociali, storici e materiali.
La moderna antropologia religiosa ravvisa una notevole continuità tra il pensiero magico e la spiritualità dell'homo religiosus, ritenendo inoltre che si possare parlare di religione quando questa sia condivisa da un gruppo unitario che ne esteriorizzi le credenze in un insieme di pratiche.

## I tre elementi di un sistema religioso
Un sistema religioso è la realtà dei comportamenti assunti da una certa comunità, che si compone di:
1. un gruppo umano: umanità viva che crea il proprio ambiente, è l'uomo l'oggetto di studio antropologico.
2. un sistema di credenze: a volte raccolto in summae teologiche tipo la Bibbia, il Corano e altre, sono forti convinzioni assunte come determinanti, senza bisogno di dimostrare la loro validità. Modi di vestire, cibi che è permesso/vietato mangiare possono essere importanti indici di credenze religiose.
3. un insieme di pratiche: il complesso di cerimonie o usanze adottate.[3]

## Il rituale
La pratica religiosa più evidente e che di solito è oggetto di interesse antropologico è il rituale.
Il rituale è una performance comunitaria con variazioni personali e contestuali più o meno evidenti, ma che si basa comunque su di un'ossatura relativamente stabile e stereotipata di gesti e azioni.
Il rituale deve essere trasformativo, deve cioè essere un'azione efficace che induce cioè un cambio di status sociale. Se si definisce rito qualcosa che non ha effetti trasformativi sulla realtà si sta semplicemente parlando di un'abitudine, la pratica rituale deve sempre essere costruttiva.
Il rituale deve essere:
- Formalizzato: avere cioè un certo grado di ufficialità ed essere in un certo grado fissato. Bisogna però tenere presente che non è assolutamente immutabile, l'attore sociale facilmente può operare adattamenti e reinterpretazioni sulla base rituale;
- Vistoso: il rito deve avere visibilità sociale e può essere solenne;
- Fondativo: deve dare delle basi per il gruppo umano che lo pratica ed essere trasformativo.

Nel rituale la religione ha una sua forte manifestazione che con un certo impatto culturale offre un momento di radicale esplicazione.